# Prackenhof
Prackenhof ist ein Gemeindeteil des Marktes Emskirchen im Landkreis Neustadt an der Aisch-Bad Windsheim (Mittelfranken, Bayern). Prackenhof liegt in der Gemarkung Emskirchen.

## Geografie
Der Weiler liegt am Floresbach, einem linken Zufluss der Mittleren Aurach. 1,25 km östlich erhebt sich der Babenberg (370 m ü. NHN). Ein Wirtschaftsweg führt nach Emskirchen zur Staatsstraße 2414 (0,2 km südlich) bzw. zur Fallmeisterei (0,7 km östlich).

## Geschichte
Der Ort wurde 1361/64 im burggräflichen Salbuch als „hoff Prackenbach“ erstmals erwähnt.
Gegen Ende des 18. Jahrhunderts gab es in Prackenhof zwei Anwesen (1 Halbhof, 1 Gut). Das Hochgericht übte das brandenburg-bayreuthische Fraischvogteiamt Emskirchen-Hagenbüchach aus. Die Dorf- und Gemeindeherrschaft und die Grundherrschaft über beide Anwesen hatte das Kasten- und Jurisdiktionsamt Emskirchen.
Von 1797 bis 1810 unterstand der Ort dem Justizamt Markt Erlbach und Kammeramt Emskirchen. Im Rahmen des Gemeindeedikts wurde Prackenhof dem 1811 gebildeten Steuerdistrikt Emskirchen und der 1813 gegründeten Munizipalgemeinde Emskirchen zugeordnet. Mit dem Zweiten Gemeindeedikt (1818) wurde Prackenhof in die neu gebildete Ruralgemeinde Gunzendorf umgemeindet. Am 1. Januar 1972 wurde Gunzendorf im Zuge der Gebietsreform in Bayern nach Emskirchen eingemeindet.

## Einwohnerentwicklung
| Jahr      | 001818 | 001840 | 001861 | 001871 | 001885 | 001900 | 001925 | 001950 | 001961 | 001970 | 001987 |
| Einwohner | 18     | 11     | 19     | 15     | 23     | 11     | 9      | 20     | 11     | 12     | 7      |
| Häuser    | 2      | 2      |        |        | 2      | 2      | 2      | 2      | 2      |        | 3      |
| Quelle    | [ 10 ] | [ 11 ] | [ 12 ] | [ 13 ] | [ 14 ] | [ 15 ] | [ 16 ] | [ 17 ] | [ 18 ] | [ 19 ] | [ 1 ]  |

## Religion
Der Ort ist seit der Reformation evangelisch-lutherisch geprägt und bis heute nach St. Kilian (Emskirchen) gepfarrt.